# Burg Emersleben
Die Burg Emersleben, auch Schloss Emersleben genannt, ist ein Burgrest in der zu Halberstadt gehörenden Ortschaft Emersleben (Bauernreihe 35) im Landkreis Harz in Sachsen-Anhalt. Im örtlichen Denkmalverzeichnis ist das Bauwerk unter der Erfassungsnummer 094 00319 als Baudenkmal  und auch als Bodendenkmal verzeichnet.
Die Rundburg wurde 1248 erstmals urkundlich erwähnt und war 1253 im Besitz des Klosters Corvey.

## Beschreibung
Von dem Schloss Emersleben sind nur noch der fünfstöckige Bergfried, ein spätgotisches Wohnhaus mit Treppenturm und Reste der Ringmauer erhalten. Das Eingangsportal stammt aus dem ehemaligen Schloss Gröningen.
Heute beherbergt das ehemalige Schloss die „Gaststätte Storchennest“.